# ایلا، استونیا
ایلا، استونیا (به لاتین: Aila, Estonia) یک روستا در استونی است که در دهستان سائو واقع شده‌است.